# 住友ファーマ
住友ファーマ株式会社（すみともファーマ、英: Sumitomo Pharma Co., Ltd.）は大阪府大阪市中央区道修町と東京都中央区日本橋に本社を置く住友グループの大手製薬会社。日経平均株価の構成銘柄の一つ。

## 概要
- 2005年10月1日に大日本製薬と住友製薬が合併して大日本住友製薬株式会社（だいにっぽんすみともせいやく）として誕生した。

- 住友製薬の流れから住友化学の子会社であるとともに住友グループの一社で、白水会および住友グループ広報委員会に加盟している。

- 2022年4月1日に住友ファーマ株式会社に社名変更した。

### 商標
旧・大日本製薬は、商標・社章として「マルピーマーク」を使用していた。元々は大日本製薬合資会社の商標で、マルピーマークの丸は日の丸を、Pは「Pharmacy（薬）」を意味し、製薬業界での雄飛を意味している。俗に、Pは同社が販売していた覚醒剤・ヒロポン（Philopon）を意味していると言われているが、事実ではない。
大日本住友製薬の発足に際し、光を基にした「グリーンプリズム」が商標として採用されたが、住友ファーマへの社名変更に際し、旧住友製薬で用いられていた井桁マーク（住友井桁）に再度変更された。カラーは大日本住友製薬から引き継ぎグリーン系となるが、コーポレート・カラーの名称がDSPグリーンからSMPグリーンへ改められた。なお、「Sumitomo Pharma」の英字ロゴ書体は大日本住友製薬から引き継がれる。

大日本住友製薬時代のロゴ（2代目）

## 主力事業・製品
医薬品事業
医療用医薬品を専業とし、精神神経・糖尿病・スペシャリティの3点を重点領域としている。アンメット・メディカル・ニーズが高く、高度な専門性が求められるスペシャリティでは、希少疾患・血液・肝臓等の分野を担う。

### 主力製品
- アムロジン：アムロジピン - 高血圧症・狭心症治療薬/持続性Ca拮抗薬
- ナトリックス：インダパミド - 持続型非チアジド系降圧剤（製造販売元:京都薬品工業、発売元:日本セルヴィエ）
- アバプロ：イルベサルタン - 長時間作用型ARB（提携:サノフィ）
- アイミクス：長時間作用型ARB/持続性Ca拮抗薬配合剤
- ガスモチン：クエン酸モサプリド - 消化管運動機能改善剤
- エバステル：エバスチン - 持続性H1受容体拮抗剤（提携:アルミラル）
Meiji Seikaファルマへも販売している。また、旧・住友製薬では第一製薬（現:第一三共）との共同により「ジルテック（セチリジン、製造販売元:ユーシービージャパン）が販売されていたが、「エバステル」と重複回避のため、合併直前の2005年（平成17年）7月に販売権がグラクソ・スミスクラインへ移管された。
- プロレナール：リマプロスト アルファデクス - 経口プロスタグランジンE1誘導体製剤
- メロペン：メロペネム - カルバぺネム系抗生物質製剤
- メトグルコ：メトホルミン - ビグアナイド系血糖降下剤
- シュアポスト：レパグリニド - 即効型インスリン分泌促進剤（提携:ノボ・ノルディスク）
- ツイミーグ：イメグリミン - 糖尿病用剤
- スミフェロン：インターフェロンα
- アムビゾーム：アムホテリシンB - ポリエンマクロライド系抗真菌性抗生物質製剤/アムホテリシンBリポソーム製剤
- セレネース：ハロペリドール - 抗精神病薬
米国G.Dサール（現・ファイザー）からの導入品。
- ロナセン：ブロナンセリン - 抗精神病薬
- セディール：タンドスピロン - セロトニン作動性抗不安薬
- ルーラン：ペロスピロン - 抗精神病薬
- トレリーフ：ゾニサミド - パーキンソン病治療薬・レビー小体型認知症に伴うパーキンソニズム治療薬
- ドプス：ドロキシドパ - ノルアドレナリン作動性神経機能改善剤
- ラツーダ：ルラシドン - 抗精神病薬/双極性障害のうつ症状治療薬
- リサイオ：チオテパ - 造血幹細胞移植前治療薬
- ヒビテン：クロルヘキシジン - 殺菌消毒剤 ※ジーシーへも販売している
- タガメット：シメチジン - H2受容体拮抗薬
世界初のH2ブロッカー製剤。2000年（平成12年）にスミスクライン・ビーチャムがグラクソ・ウエルカムと統合しグラクソ・スミスクラインが発足した際、グラクソが開発し旧来から住友製薬に販売委託されていた同効能のザンタック（ラニチジン）と重複するため、日本では販売・製造権ともに住友製薬へ譲渡した。
- ヒロポン：メタンフェタミン - 覚醒剤
1941年（昭和16年）の発売当初は一般用医薬品として市販されていたが、1951年（昭和26年）以降、「覚醒剤取締法」で原則的には禁止薬物に指定された。施行後は、同法で特別の許可を受けた医療機関に対してのみの販売となっている。
- パム：プラリドキシム - 有機リン剤中毒解毒剤

## 主要事業所
- 大阪本社 - 大阪府大阪市中央区道修町二丁目6番8号 通りからも見える大きな古い釜がシンボルである。
- 東京本社 - 東京都中央区日本橋二丁目7番1号
- 再生・細胞医薬神戸センター - 神戸市中央区港島南町一丁目5番2号
- 総合研究所 - 大阪府吹田市江の木町33番94号
- 大阪研究所 - 大阪市此花区春日出中三丁目1番98号
- 鈴鹿工場 - 三重県鈴鹿市安塚町1450番地
- 大分工場 - 大分県大分市大字鶴崎2200番地
- 支店：全国7ヶ所

## 沿革

### 大日本製薬
- 1884年（明治17年） ‐ 福原有信、長与専斎、品川弥二郎らの計画により、半官半民の大日本製薬会社設立。技師長にドイツ留学中の長井長義を招聘[3]。
- 1885年（明治18年） - 大日本製薬会社、営業を開始 [3]
- 1887年（明治20年） ‐ 大日本製薬会社より日本初のコールドクリーム発売[3]
- 1893年（明治26年） ‐ 長井長義辞職[3]
- 1897年（明治30年）5月14日 - 「大阪製薬」設立。
- 1898年（明治31年） - 大阪製薬と「大日本製薬合資会社」合併し、大日本製薬株式会社に商号変更。
- 1908年（明治41年） - 「大阪薬品試験」を合併。
- 1914年（大正3年） - 化成品事業開始。
- 1947年（昭和22年） - 五協産業株式会社を設立。
- 1949年（昭和24年）5月16日 - 東京証券取引所、大阪証券取引所に上場。
- 1950年（昭和25年） - 動物薬事業を開始。
- 1956年（昭和31年） - 一般用医薬品事業を開始。
- 1958年（昭和33年） - 睡眠薬イソミン錠を発売（含まれていたサリドマイドにより新生児の奇形等の症状を呈する薬害を引き起こした）。
- 1960年（昭和35年） - 食品添加物事業を開始。
- 1961年（昭和36年） - 名古屋証券取引所に上場。
- 1963年（昭和38年） - 台湾にて台湾大日本製薬股份有限公司を設立。
- 1967年（昭和42年） - ニチエイ産業を設立。
- 1968年（昭和43年） - マルピー薬品を設立。
- 1988年（昭和63年） - 米国駐在事務所（後の米国法人「大日本製薬USAコーポレーション」）を開設。
- 1992年（平成4年） - 株式会社マルピー物流サービスを設立。
- 1998年（平成10年）
  - 9月30日 - ロンドン駐在員事業所を開設。
  - 11月30日 - 北京事業所を開設。
- 2002年（平成14年）11月1日 - 田辺製薬（現・田辺三菱製薬）の動物薬事業を譲受。
- 2005年（平成17年）6月1日 - 一般用医薬品事業並びにマルピー薬品を興和へ事業譲渡。

### 住友製薬
- 1984年（昭和59年）
  - 2月6日 - 住友化学工業（現・住友化学）の医薬事業部門と、稲畑産業の医薬事業販売代理店を分離・統合し、「住友製薬」設立。
  - 10月1日 - 営業開始。
  - 11月 - 「インテバンクリーム」を発売。
- 1985年（昭和60年）
  - 2月 - 「ナトリックス」を発売。
  - 9月 -  愛媛バイオ工場（後の愛媛工場。廃止済）竣工。
  - 10月 -  研究所薬理棟完成。
  - 12月 - 「アルマール」を発売。
- 1987年（昭和62年）4月 - 「スミフェロン」を発売。
- 1988年（昭和63年）
  - 1月 - 「ボーンセラムP」を発売。
  - 5月 - 研究所生化学棟完成、「カトレップ」を発売。
- 1989年（昭和64年/平成元年）
  - 4月 - 「GRF住友」を発売。
  - 5月 - 「ドプス」を発売。
- 1990年（平成2年）
  - 10月 - 「アクエック-10」を発売。
  - 11月 - 「ダイドロネル」を発売。
- 1991年（平成3年）
  - 6月 - 大阪商品センター完成。
  - 8月28日 - 一般用医薬品事業子会社「住友製薬ヘルスケア」を設立。
- 1993年（平成5年）
  - 3月 - 「株式会社エイチ・エス・ピー」を設立。
  - 10月 - 「アクエック-TYPEII」を発売。
  - 12月 - 「アムロジン」を発売。
- 1994年（平成6年）
  - 2月6日 - 会社設立10周年。
  - 3月 - 茨木工場J棟完成。
  - 11月 - 「エスピー・マルチサービス」を設立。
- 1995年（平成7年）
  - 2月 - 愛媛バイオ工場研究棟完成。
  - 3月 - 「ディナベック研究所」を設立。
  - 9月 - 「メロペン」を発売。
- 1996年（平成8年）7月 - 福岡商品センターへ移転。
- 1997年（平成9年）
  - 1月 - 東京商品センターへ移転。
  - 9月 - 「北京事務所」を開設。
- 1999年（平成11年）
  - 2月6日 - 会社設立15周年。
- 2000年（平成12年）
  - 6月 - 上海連絡所を開設。
  - 10月 - 「住友製薬バイオメディカル」を設立。
- 2005年（平成17年）
  - 5月 - 住友大阪セメントと共同で行っていた「ボーンセラム」をオリンパス子会社のオリンパスバイオマテリアル（現:オリンパス テルモ バイオマテリアル）へ事業譲渡。
  - 8月31日 - 関連会社である住友製薬ヘルスケアを大日本除虫菊へ株式譲渡。住友製薬ヘルスケアはダンヘルスケアに商号変更される。

### 大日本住友製薬
- 2005年（平成17年）10月1日 - 大日本製薬を存続会社として住友製薬と合併し「大日本住友製薬」を発足。
  - これにより商標を、大日本製薬が用いていたマルピーマーク、住友製薬が用いていた井桁マークから別のものに変更（後述参照）。
- 2006年（平成18年）
  - 3月31日 - 旧・大日本製薬の子会社だった「マルピー薬品」を清算・解散した。
  - 4月 - 米国法人の「大日本製薬USAコーポレーション」が「住友製薬アメリカ・リミテッド」を合併し「大日本住友製薬アメリカ・インク」に商号変更、同月3日にはヨーロッパ法人の「住友製薬ヨーロッパ・リミテッド」を「大日本住友製薬ヨーロッパ・リミテッド」に商号変更（なお、旧・大日本製薬のロンドン事業所は閉鎖）。
  - 6月1日 - 旧・住友製薬の100%子会社であった住友製薬バイオメディカルの商号をDSファーマバイオメディカルに変更。
  - 7月1日 - 旧・大日本製薬の100%子会社であったマルピー物流サービスの商号をDSP物流サービスに変更。
  - 8月 - 旧・大日本製薬の台湾法人であった「台湾大日本製薬股份有限公司」を清算・解散。
  - 10月1日 - 100%子会社のニチエイ産業がエスピー・マルチサービス、日栄殖産、マルピーツーリストを吸収合併（商号変更はなし）。
- 2007年（平成19年）4月1日 - 当社のラボラトリープロダクツ部を、吸収分割により子会社のDSファーマバイオメディカルへ継承。
- 2008年（平成20年）
  - 11月 - 名古屋証券取引所上場廃止。
  - 11月28日 - 協和キリンが保有していた中国法人「協和発酵医薬（蘇州）有限公司」の全株式を譲受。
- 2009年（平成21年）
  - 7月 - アメリカにおける持株会社「大日本住友製薬アメリカホールディングス・インク（以下、DSPAHD社）」を設立し、「大日本住友製薬アメリカ・インク」を同社の傘下に収める。
  - 10月20日 - アメリカの「セプラコール・インク」を買収子会社を通じて買収、その後、「セプラコール・インク」は買収子会社を吸収合併し、DSPAHD社の完全子会社となる。
- 2010年（平成22年）
  - 4月 - アメリカの「セプラコール・インク」が「大日本住友製薬アメリカ・インク」を吸収合併。
  - 7月1日
    - アニマルサイエンス事業を新設分割により分社化し、DSファーマアニマルヘルスを設立。
    - フード&スペシャリティ・プロダクツ事業を、吸収分割により子会社の五協産業へ継承。同社はDSP五協フード&ケミカルへ商号変更。
    - 成長ホルモン事業を日本ケミカルリサーチへ事業譲渡。

  - 10月12日 - DSPAHD社傘下の「セプラコール・インク」の商号を「サノビオン・ファーマシューティカルズ・インク」に変更。
  - 12月14日 - 旧・住友製薬の中国法人「住友制葯（蘇州）有限公司」が「協和発酵医薬（蘇州）有限公司」を吸収合併。
- 2011年（平成23年）
  - 4月1日 - 「レーダーサーク（多機能心電計）」事業を日本光電工業へ事業譲渡。
  - 9月 - 旧・東京事業所（東京都台東区谷中、旧・大日本製薬の施設）跡地を住友商事に売却。建物は解体され、分譲マンションが建設される予定[4][5]。
- 2012年（平成24年）
  - 4月25日 - がん幹細胞領域の研究開発に特化したアメリカのベンチャー企業「ボストン・バイオメディカル・インク」を買収し、子会社化。
  - 9月6日 - 当社アメリカ子会社の「サノビオン・ファーマシューティカルズ・インク」が「エレベーション・ファーマシューティカルズ・インク」を買収して子会社化し、「サノビオン・リスピレイトリー・ディベロップメント・インク」に商号変更。
- 2013年（平成25年）
  - 1月21日 - 東南アジア地域における活動拠点として、シンガポールに「サノビオン・アジア・パシフィック社」を設立。
  - 4月2日 - 欧州子会社の「大日本住友製薬ヨーロッパ・リミテッド」を「サノビオン・ファーマシューティカルズ・ヨーロッパ・リミテッド」に商号変更。
  - 7月1日 - 東京都中央区京橋の「東京支社」を「東京本社」に、大阪府大阪市中央区道修町の「本社」を「大阪本社」にそれぞれ改称し、東西両本社制に移行。
  - 7月31日 - 日本ビーシージー製造との共同出資により、クリエイトワクチンを設立。
  - 10月 - DSPAHD社がアメリカにおける抗がん剤の製造販売を担う子会社として、「ボストン・バイオメディカル・ファーマ・インク」を設立。
- 2014年（平成26年）
  - 6月19日 - 商号の英文表記を「Dainippon Sumitomo Pharma Co., Ltd.」から「Sumitomo Dainippon Pharma Co., Ltd.」に改め、同時に定款に記載される事業目的から実験用動物の飼育および売買を削除し、主事業の製造、加工、売買および輸出入の欄に「再生医療等製品」を明記した。
  - 9月 - 遊休資産となっている固定資産を譲渡し、大阪府大阪市北区の「堀川ビル」を住友不動産へ、兵庫県西宮市丸橋町の「西宮寮」を大和ハウス工業へ、大阪府高槻市宮野町の「高槻社宅」を阪急不動産へそれぞれ売却。
  - 12月 - 遊休資産となっている固定資産を譲渡し、大阪府大阪市福島区の旧・大阪総合センターを阪神電鉄へ売却。
- 2015年（平成27年）10月1日 - 合併10周年を機に、グローバルスローガンとして「Innovation today, healthier tomorrows」を制定。医薬事業の海外グループ会社も同じスローガンに統一（本スローガンは住友ファーマへの商号変更後も踏襲されている）。
- 2016年（平成28年）
  - 10月21日 - 当社アメリカ子会社の「サノビオン・ファーマシューティカルズ・インク」がカナダの医薬品ベンチャー企業「シナプサス・セラピューティクス・インク」を買収して子会社化。
  - 12月1日 - オーソライズド・ジェネリックなどのプロモーションを行う子会社として、DSファーマプロモを11月に設立し、事業を開始。
- 2017年（平成29年）
  - 1月25日 - 当社アメリカ子会社のDSPAHD社がアメリカのバイオベンチャー企業「トレオ・ファーマシューティカルズ・インク」を買収して子会社化。
  - 4月1日 - 当社子会社の「ボストン・バイオメディカル・インク」がDSPAHD社子会社の「ボストン・バイオメディカル・ファーマ・インク」を吸収合併。同時に、「ボストン・バイオメディカル・インク」の全株式をDSPAHD社へ譲渡し集約。
  - 7月5日 - 当社アメリカ子会社のDSPAHD社が「スミトモダイニッポンファーマ・アメリカ・インク」に商号変更。
  - 12月21日 - 合弁会社のクリエイトワクチンの解散を発表（2018年3月に清算手続きを完了）[6]。
- 2018年（平成30年）
  - 1月1日 - ゲノム科学研究所の研究機能を、住友化学が新設した「バイオサイエンス研究所」へ移管。
  - 3月31日 - クリエイトワクチンを解散。
  - 4月 - 当社および国内グループ会社の間接事業を担うシェアードサービス子会社として、DSPビジネスパートナーズを設立。7月1日より事業を開始。
  - 10月9日 - 住友ベークライトとの合弁で、体外診断用医薬品事業を担うSBバイオサイエンスを設立。
- 2019年（平成31年/令和元年）
  - 1月15日 - サノビオン・アジア・パシフィック社の子会社として、タイにおける医療用医薬品の情報提供や収集を行う「スミトモ・ファーマシューティカルズ(タイランド)・カンパニー・リミテッド」を設立。
  - 4月1日
    - 子会社のDSファーマバイオメディカルの体外診断用医薬品事業をSBバイオサイエンスへ継承、同じく子会社のDSファーマプロモを吸収合併し、DSファーマバイオメディカルはDSファーマプロモ（2代目）へ商号変更（逆さ合併による統合）。
    - 子会社のニチエイ産業をDSPアソシエに商号変更。
    - 「サノビオン・アジア・パシフィック社」を「スミトモ・ファーマシューティカルズ・アジア・パシフィック・プライベート・リミテッド」に商号変更。

  - 10月31日 - ロイバント・サイエンシズ・リミテッドとの戦略的提携契約を締結[7]。
  - 12月27日 - 前述のロイバント・サイエンシズ・リミテッドとの戦略的提携に伴う株式譲渡などの手続きが完了し、同社が保有していた「マイオバント・サイエンシズ・リミテッド」、「ユーロバント・サイエンシズ・リミテッド」、「エンジバント・セラピューティクス・リミテッド」、「アルタバント・サイエンシズ・リミテッド」、「スピロバント・サイエンシズ・リミテッド」の5社を提携契約締結前の同年10月25日に当社100%出資による子会社として設立された「スミトバント・バイオファーマ・リミテッド」の傘下に収め、子会社を含めた33社が当社の連結子会社となる[8]。
- 2020年（令和2年）
  - 7月1日 - 共に「スミトモダイニッポンファーマ・アメリカ・インク」の子会社である「ボストン・バイオメディカル・インク」と「トレオ・ファーマシューティカルズ・インク」を統合。存続会社となった「ボストン・バイオメディカル・インク」は同日付で「スミトモダイニッポンファーマ・オンコロジー・インク」へ商号変更[9]。
  - 9月1日 - 住友化学との合弁で、再生・細胞医薬分野の製法開発、製造などの受託（=CDMO）事業を行うS-RAMCOを設立。10月8日より業務を開始[10]。
  - 9月15日 - 子会社の「スミトモ・ファーマシューティカルズ・アジア・パシフィック・プライベート・リミテッド」が、台湾における医療用医薬品販売および医療従事者への製品情報の提供・収集を行う100%出資による現地法人として「台湾住友医薬股份有限公司」を設立[11]。
  - 10月 - 2019年4月に鈴鹿工場（三重県鈴鹿市）への生産機能移管に伴い閉鎖し、遊休資産となっていた大阪府茨木市の旧・茨木工場を譲渡[12]。
- 2021年（令和3年）
  - 3月29日 - 子会社の「スミトバント・バイオファーマ・インク」が「ユーロバント・サイエンシズ・リミテッド」を完全子会社化[13]。
  - 8月19日 - 「サノビオン・ファーマシューティカルズ・ヨーロッパ・リミテッド」の全株式を譲渡[14]
  - 12月7日 - 子会社の「スミトモ・ファーマシューティカルズ・アジア・パシフィック・プライベート・リミテッド」が、マレーシアにおける現地法人「スミトモファーマ・マレーシア・スンディリアン・ブルハド」を設立[15]。

### 住友ファーマ
- 2022年（令和4年）
  - 4月1日 - 住友ファーマへ商号変更（併せて、一部を除く子会社も同時に商号変更され、海外子会社は「スミトモダイニッポンファーマ」を冠するアメリカの2社、「スミトモ・ファーマシューティカルズ」を冠する中国・アジアの3社が「スミトモファーマ」に統一される）。社章が旧住友製薬で用いていた井桁マークに変更された[16]。
  - 8月16日 - 東京本社を東京都中央区日本橋二丁目の東京日本橋タワーへ移転[17]。
- 2023年（令和5年）
  - 3月31日 - 子会社の住友ファーマフード&ケミカルの全株式をメディパルホールディングスへ譲渡[18]（同社は翌4月1日付でMP五協フード&ケミカルに商号変更される[19]）。
  - 5月31日 - 子会社の住友ファーマアニマルヘルスの全株式を三井物産へ譲渡[20]（同社は翌6月1日付で物産アニマルヘルスに商号変更される[21]。
  - 7月1日 - アメリカのグループ会社が再編され、「サノビオン・ファーマシューティカルズ・インク」を存続会社として、「スミトモファーマ・アメリカ・ホールディングス・インク」、「スミトモファーマ・オンコロジー・インク」、「スミトバント・バイオファーマ・インク」、「マイオバント・サイエンシズ・インク」、「ユーロバント・サイエンシズ・インク」、「エンジバント・セラピューティクス・インク」の子会社・孫会社計6社を吸収合併[22]。「サノビオン・ファーマシュティカルズ・インク」は同日付で「スミトモファーマ・アメリカ・インク」に商号変更する[23]。
  - 9月 - スイスのグループ会社を「マイオバント・サイエンシズ・ゲーエムベーハー」を存続会社として再編し、「スミトモファーマ・スイッツァランド・ゲーエムベーハー」へ商号変更[24]。
- 2024年
  - 3月22日 - アメリカ子会社の「スミトモファーマ・アメリカ・インク」の100%子会社だった「スピロバント・サイエンシズ・LLC（旧:スピロバント・サイエンシズ・インク）」の全株式を同社の経営陣によって新たに設立されたRuagen Bio, Inc.へ譲渡[25]。
  - 4月22日 - 中国子会社の「住友制葯投資（中国）有限公司」が100%子会社で貿易事業を担う「住友制葯貿易（蘇州）有限公司」を設立[26]。

## 主要関係会社

### 国内子会社
- 住友ファーマプロモ株式会社
- SMPアソシエ株式会社
- 株式会社ココワーク
- SMPビジネスパートナーズ株式会社
- SMP物流サービス株式会社
- S-RACMO株式会社
- 株式会社RACTHERA
- 丸紅ファーマシューティカルズ株式会社

### 海外子会社
- スミトモファーマ・アメリカ・インク（Sumitomo Pharma America, Inc.）
- スミトモファーマ・カナダ・インク（Sumitomo Pharma Canada, Inc.）
- スミトモファーマ・スイッツァランド・ゲーエムベーハー（Sumitomo Pharma Switzerland GmbH）

## テレビCM
大日本製薬時代、テレビCMが「健康増進時代」、「Oh!診」、「からだ元気科」など、日本医師会提供の番組内で放映されていた。
大日本住友製薬としては、2007年2月3日にCMが流れ始め、2月18日までの期間スポットCMが流されていた。また、2007年4月1日より「パネルクイズ アタック25」のスポンサーとなったのをきっかけに、幾つかの番組でスポンサーになり、いつでもCMが流されるようになった。なお、新しいCMが流され始めたときには一定期間スポットCMも流される。
- CMはいわゆる「企業CM」であり、特定の製品の宣伝はされない。キャッチコピーは「家族の気持ちで薬作りを考える。大日本住友製薬」

- 2015年10月より俳優の工藤阿須加を起用とした「企業CM」を放映している。

### 提供番組
過去
- パネルクイズ アタック25（日曜13:25 - 13:55、ABCテレビ制作・テレビ朝日系列）
- 小谷真生子のKANDAN（毎週日曜23:00 - 23:30、BSジャパン）
- すぽると! WEEKEND SPECIAL（土曜24:15 - 25:15 フジテレビ系列）
- 報道ステーション（木曜21:54 - 23:10、テレビ朝日系列）※2015年10月から2016年3月までの半年間。以前は月曜も担当していた。
- 林先生が驚く初耳学!（日曜22:00 - 22:54、MBSテレビ製作・TBS系列）
- 健康増進時代→Oh!診→からだ元気科（日本テレビ系列）※上記と同様。
- NEWS23（月曜のみ・大分放送）
- スポーツうるぐす（土曜のみ・テレビ宮崎）